# Harjukatkomajärvi
Harjukatkomajärvi är en sjö i kommunen Enare i landskapet Lappland i Finland. Sjön ligger 141,3 meter över havet. Arean är 36 hektar och strandlinjen är 7,45 kilometer lång. Sjön  ingår i Pasvik älvs huvudavrinningsområde.   Den ligger omkring 340 kilometer norr om Rovaniemi och omkring 1000 kilometer norr om Helsingfors. 